# Hypena ovalimacula
Hypena ovalimacula är en fjärilsart som beskrevs av Martin Lödl 1995. Hypena ovalimacula ingår i släktet Hypena och familjen nattflyn. Inga underarter finns listade i Catalogue of Life.